# L'entrée au Jérusalem
L'entrée au Jérusalem è un cortometraggio del 1903 diretto da Lucien Nonguet e Ferdinand Zecca. Decimo episodio del film La Vie et la Passion de Jésus-Christ (1903), che è composto da 27 episodi.

## Trama
Una folla di persone è davanti alle porte della città, attendono l'ingresso del loro Salvatore. Ad un certo punto arriva su di un asino, tutti lo salutano.